# Pesukei dezimra
Pesukei dezimra (פְּסוּקֵי דְּזִמְרָא «Versículos de alabanza»; hebreo rabínico: פַּסוּקֵי הַזְּמִירוֹת pasûqê hazzǝmîrôṯ «Versículos de canciones»), o zemirot como se llaman en la tradición española y portuguesa, son un grupo de oraciones que pueden recitarse durante el Shajarit (el conjunto de oraciones matutinas del judaísmo). Consisten en varias bendiciones, salmos y secuencias de otros versículos bíblicos. Históricamente, recitar pesukei dezimra en la oración matutina era una práctica exclusiva de los especialmente piadosos. A lo largo de la historia judía, su recitación se ha convertido en una costumbre muy extendida entre todos los diversos ritos de la oración judía.
El objetivo de los «pesukei dezimra» es que el individuo recite alabanzas a Dios antes de formular las peticiones que aparecen más adelante en el Shajarit y a lo largo del día.

## Origen
La primera fuente de «pesukei dezimra» se encuentra en el Talmud babilónico, donde se describe como no obligatorio (realizado por algunas personas, pero no por otras):

El rabino Yosei dijo: Que mi parte sea entre aquellos que comen tres comidas en Shabat. A propósito de esta declaración del rabino Yosei, la Guemará cita declaraciones adicionales. El rabino Yosei dijo: Que mi parte sea entre aquellos que completan el hallel todos los días. La Guemará se sorprende ante esto: ¿Es así? ¿No dijo el Maestro: Quien lee el hallel todos los días es equivalente a quien maldice y blasfema contra Dios? Muestra desprecio por el hallel al no reservarlo para los días en que ocurrieron milagros. La Guemará responde: Cuando decimos esta afirmación de Rabí Yosei, nos referimos a los versículos de alabanza [pesukei dezimra], recitados durante el servicio matutino, no al hallel (Salmos 113-118) recitado en días especiales. 

Comentarios posteriores explican en qué consiste «pesukei dezimra»: Rashi dijo que se refiere a los salmos 148 y 150, Saadia Gaon dijo que se refiere a los salmos 147, 148, 149 y 150, mientras que Menachem Meiri y Maimónides dijeron que se refiere a todos los salmos 145-150. Hoy en día, es costumbre que los «pesukei dezimra» incluyan los salmos 145-150, así como varios otros salmos, recitaciones y bendiciones antes («Baruj She'amar») y después (Yishtabach) de los «pesukei dezimra».
En otros lugares, el Talmud afirma que una persona debe alabar a Dios primero y solo después comenzar su oración. Las opiniones difieren en cuanto a a qué alabanza se refiere: las tres primeras bendiciones de la Amidá, las bendiciones del Shemá, o a «pesukei dezimra».
Durante mucho tiempo, estas oraciones fueron opcionales. Finalmente, las «pesukei dezimra» se incorporaron a todos los servicios religiosos judíos estándar. Maimónides enseñó que las oraciones deben recitarse con un estado de ánimo alegre, lentamente y con todo el corazón, y que recitarlas apresuradamente (como hacen muchos de los que las recitan a diario) va en contra de su propósito.: 169 
Rashi comentó en el Talmud Berajot 4b:16 que la oración que los judíos deben recitar tres veces al día para asegurarse un lugar en el Mundo venidero es el Salmo 145.  Rashi consideraba que cantar los tres salmos 145, 148 y 150 por la mañana era obligatorio en la oración personal judía (no comunitaria). Maimónides opinaba lo mismo, y que la oración comunitaria comienza justo después del Kaddish y el Shema.